# Casey Hampton
Casey Hampton, Jr. (* 3. September 1977 in Galveston, Texas) ist ein US-amerikanischer American-Football-Spieler auf der Position des Nose Tackles. Er spielte 12 Jahre für die Pittsburgh Steelers in der National Football League (NFL).

## College
Hampton besuchte die University of Texas. Dort erzielte er 329 Tackles und verursachte neun Fumbles. Darüber hinaus wurde er 2000 in das College Football All-America-Team berufen.

## NFL
2001 wurde Hampton von den Pittsburgh Steelers im NFL Draft ausgewählt. Mit den Steelers konnte Hampton sowohl den Super Bowl XL als auch den Super Bowl XLIII gewinnen. Außerdem wurde er fünfmal in den Pro Bowl gewählt.